# Гуджар-Хан
Гуджар-Хан (урду گُوجر خان‎) — город в округе Равалпинди провинции Пенджаб (Пакистан), административный центр одноимённого техсила. Находится в 55 километрах от Исламабада, столицы Пакистана, и в 220 километрах от Лахора, столицы Пенджаба. Население — 90 131 человек (на 2017 год).
Был назван в честь крупного поселения Гуджар, существовавшего во времена Могольской империи. На территории города всегда проживало достаточно много индуистов и сикхов, однако большая часть из них либо приняла ислам во времена правления, либо мигрировала в Индию после раздела колонии. Тем не менее, в Гуджар-Хане всё ещё есть индуистские храмы и сикхистские гурдвары, которые в большинстве своём заброшены.